# Buck Nelson
Buck Nelson (9 tháng 4 năm 1895 – 1982) là một nông dân người Mỹ tự nhận mình đã bắt gặp một vật thể bay không xác định (UFO) và giao tiếp với phi hành đoàn ngoài hành tinh dạng người vào năm 1954 khi đang sống tại Missouri. Buck Nelson tin rằng những du khách vũ trụ thân thiện của phi thuyền này là chủng người đến từ Kim tinh. Câu chuyện của ông gói gọn trong một cuốn sách nhỏ do chính ông xuất bản năm 1956 có tựa đề My Trip to Mars, the Moon, and Venus (Cuộc du hành đến Sao Hỏa, Mặt Trăng và Sao Kim). Một số nhà nghiên cứu UFO suy đoán rằng các vị khách không gian chỉ đóng căn cứ trên Sao Kim, Mặt Trăng, và Sao Hỏa thay vì sống trên những hành tinh đó.

## Xác nhận
Tác giả kể lại rằng chính mắt ông đã nhìn thấy ba chiếc đĩa bay phía trên trang trại của mình; ông liền chạy về nhà lấy máy ảnh ra chụp và cố gắng báo hiệu bằng đèn flash. Một chùm ánh sáng "chói hơn và nóng hơn Mặt Trời" rọi thẳng về phía ông. Hậu quả là chứng đau lưng mãn tính của ông đã biến mất và thị lực của ông đã được cải thiện đáng kể. Ông tiếp tục xác nhận rằng, sau khi hoàng hôn xuống, ba "người vũ trụ thân thiện" cùng với một con chó lớn, đến thăm ông và dành thời gian nói chuyện với ông.

## Thông điệp
Nelson nói thêm rằng hai trong số những người từ Kim tinh đã chấp nhận hai cái tên Bucky và Bob, và thông điệp chính của họ liên quan đến "Mười hai điều luật của Đức Chúa Trời", tương tự như Mười điều răn trong Kinh Thánh. Ông tuyên bố là mình đã cùng với họ bay đến Mặt Trăng, Sao Hỏa và Sao Kim. Theo như lời xác nhận của người vũ trụ trên Trái Đất, các nền văn minh cổ xưa đã từng tồn tại và tự hủy diệt "Họ được biết về một nguồn năng lượng thậm chí còn lớn hơn nguồn năng lượng nguyên tử của chúng ta". Người vũ trụ đã cảnh báo rằng việc sử dụng năng lượng hạt nhân không phù hợp sẽ đe dọa Trái Đất một lần nữa; "Chúng tôi đang ở đây để nhìn xem cách thế giới này sẽ sử dụng năng lượng nguyên tử; vì hòa bình hay chiến tranh. Chúng tôi đã đứng đây và chứng kiến các hành tinh khác, từng cái một, tự hủy diệt chính nó. Tiếp theo là thế giới này? Chúng tôi tự hỏi và quan sát và chờ đợi. Tôi phải nhắc lại một lần nữa; hãy từ bỏ vũ khí nguyên tử của bạn và hòa bình có thể vãn hồi trên Trái Đất này".
Tương tự như Moses, Nelson cũng được ban Điều răn. Đây là một tập hợp các nguyên tắc Kinh Thánh liên quan đến đạo đức và sự thờ phượng.

## Mười hai điều luật của Đức Chúa Trời
MƯỜI HAI ĐIỀU LUẬT CỦA ĐỨC CHÚA TRỜI........... TRÊN SAO KIM
(Mười hai điều luật này đã được trao cho Buck Nelson, ngay tại trang trại của ông nằm ở Mountain View, Missouri, vào ngày 24 tháng 4 năm 1955, bởi những người đàn ông đến từ Kim tinh. Các điều luật này được tuân thủ một cách trung thực và không ám chỉ về một điều gì đó được đề cập đến thường xuyên.)
TÌNH THƯƠNG: Yêu thương Đấng Tạo hóa của ngươi, cha mẹ ngươi, hàng xóm của ngươi, tất cả các loài chim và muông thú trên Trái Đất. và mọi thứ dưới biển và trên không.
KÍNH TRỌNG: Tôn vinh Đức Chúa Trời và cha mẹ của ngươi. Tuân theo luật pháp của Đức Chúa Trời cũng là luật của con người.
VÂNG LỜI: Tuân theo luật pháp của Đức Chúa Trời, cha mẹ của ngươi và các quyền của người khác.
Các điều luật
1. Tình yêu thương với Đấng Tạo hóa...Đức Chúa Trời của ngươi.
2. Ngươi đừng lạm sát...bao gồm tai nạn và chiến tranh.
3. Yêu thương hàng xóm của ngươi.
4. Hãy để ánh sáng của ngươi lan tỏa trước người đời, và họ sẽ thấy những tạo tác tốt lành của ngươi, và là niềm vinh dự dành cho ngươi và Đấng Tạo Hóa...Đức Chúa Trời của ngươi.
5. Ngươi không được phạm tội gian dâm.
6. Ngươi không được ăn cắp.
7. Ngươi phải làm như ngươi muốn.
8. Không có vị thần nào khác trước mặt ngươi.
9. Đừng nhân danh Đức Chúa Trời trong sự phù phiếm.
10. Tôn trọng cha mẹ của ngươi.
11. Thân thể ngươi là của Đức Chúa Trời. Đừng lạm dụng nó theo bất kỳ cách nào. Không uống hoặc ăn bất cứ thứ gì không phải là thức ăn. Không sử dụng thứ gì để gây hại cho cơ thể, trong hoặc ngoài. Không mặc gì trên cơ thể gây tổn hại hoặc không sử dụng.
12. Đức Chúa Trời đã tạo ra cho trời và đất và chúng ta phải cảm ơn Ngài vì những gì mà ngài ban cho chúng ta.

## Máy sách
Nelson đã mô tả cỗ "máy sách" như vậy "trên Kim tinh, Bucky đã để cho tôi xem thứ mà tôi gọi là "Máy Sách". Khi đặt một cuốn sách vào đó, nó sẽ đọc từng trang sách, phát bất kỳ bản nhạc nào hoặc hiển thị bất kỳ hình ảnh nào. Nó có kích cỡ bằng một cái TV".

## Danh tiếng nhỏ nhoi
Năm 1956, Nelson xuất bản một cuốn sách nhỏ có tựa đề My Trip to Mars, the Moon, and Venus, và trở thành một người nổi tiếng ở Ozarks. Ông đã tổ chức một Hội nghị Tàu vũ trụ thành công hàng năm gần nông trại của mình trong khoảng một thập kỷ, nơi ông bày bán sách bìa gấp quảng cáo của mình, và trao tặng những phong bì chứa một lượng nhỏ tóc đen, mà ông tuyên bố đã rơi ra khỏi con chó lớn gọi là "Bo".
Nelson qua đời vào năm 1982. Một tài liệu chưa được xác minh nói rằng ông đã dành những năm tháng cuối đời mình bên cạnh người thân ở California. Câu chuyện của ông đã đạt được một mức độ nổi tiếng đáng chú ý. Nhưng không sánh bằng những người tiếp xúc UFO khác như George Adamski hoặc Daniel Fry.